# 阿尼亚纳卡拉布拉
阿尼亚纳卡拉布拉（義大利語：Agnana Calabra），是意大利雷焦卡拉布里亚省的一个市镇。总面积8平方公里，人口639人，人口密度79.9人/平方公里（2009年）。ISTAT代码为080002。